# موشک آسپاید
آسپاید (نام ایتالیایی asp) یک موشک هوا به هوا و زمین به هوا با برد متوسط ایتالیایی است که توسط آلنیا آیروناتیکا ساخته شد است. این موشک دارای سر جستجوگر رادار نیم فعال می‌باشد. این موشک بسیار شبیه به ایم-۷ اسپارو آمریکایی است که از همان بدنه موشک استفاده می‌کند،
این شباهت با AIM-7 باعث شده بود که مطبوعات خارجی از آسپاید به عنوان یک نوع اسپارو یاد کنند. با این حال، آسپاید دارای تجهیزات الکترونیکی و کلاهک اصلی و موتور جدید و قدرتمندتر بود. هیدرولیک‌های حلقه بسته نیز جایگزین نوع حلقه باز اسپارو شدند که به آسپید مانور پایین برد بهتری داد. حتی سطوح کنترلی نیز متفاوت بود،
طراحی آسپاید تقریباً مشابه موشک اسکای فلش انگلستان بود که حدوداً در همان زمان وارد خدمت شد. خود ایالات متحده نیز یک جستجوگر تک پالس را به نسخه‌های AIM-7M در سال ۱۹۸۲ اضافه کرد.

## طراحی

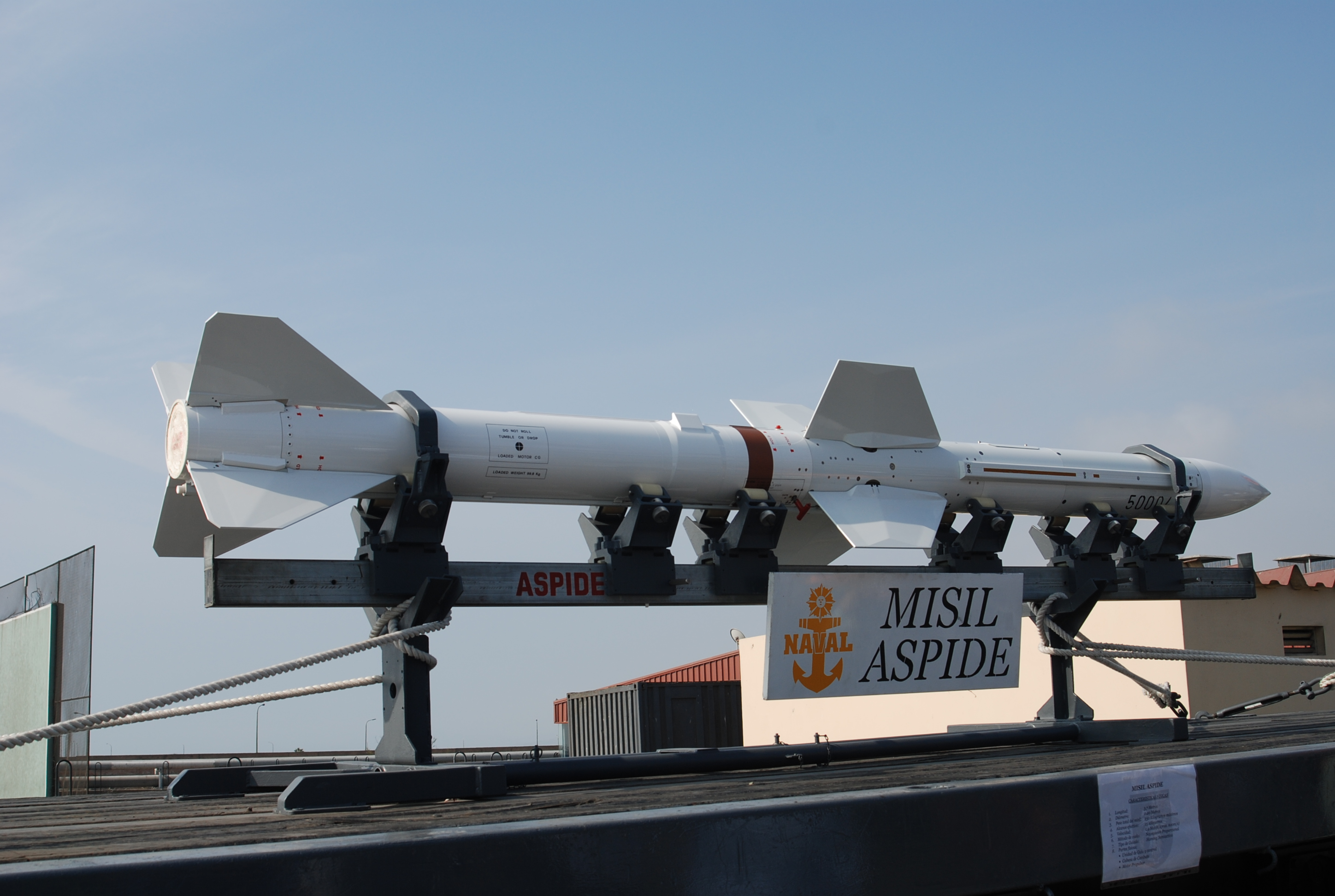
موشک آسپاید

آسپاید در نسخه‌های مختلف خود، هم در نقش هوا به هوا که توسط هواپیماهای اف ۱۰۴ در نسخه‌های مناسب F-104S و F-104ASA حمل می‌شد و هم در نقش نیروی دریایی به عنوان موشک زمین به هوا استفاده می‌شد.
در اواسط دهه ۱۹۸۰، چین تعدادی موشک آسپاید MK1را از ایتالیا خریداری کرد، سپس قراردادی را با Alenia امضا کرد تا این موشک را تحت لیسانس تولید کند. در سال ۱۹۸۹، چین اولین دسته از موشک‌های آسپاید MK1خود را با استفاده از قطعات وارداتی از ایتالیا تولید کرد. با این حال، به دلیل تحریم تسلیحاتی اتحادیه اروپا که پس از اعتراضات و کشتار میدان تیان آن من در سال ۱۹۸۹ اعمال شد، چین دیگر قادر به خرید کیت‌های اضافی موشک آسپاید نبود. چین با استفاده از مهندسی معکوس و کپی برداری خانواده موشکی خود را بر اساس آسپاید MK1 با نسخه‌های سطح به هوا با که با نام‌های موشک ال وای۶۰ و نسخه هوا به هوا با نام موشک پی ال ۱۱ شناخته می‌شوند را توسعه داد.
موتور موشک آسپاید توسط سازنده موشک روکتسان ترکیه تولید می‌شود. وزن آن حدود ۷۵ کیلوگرم است و ۵۰ کیلونیوتن نیروی رانش برای ۳٫۵ ثانیه تولید می‌کند.

## انواع
- آسپاید Mk.1 :که مشابه AIM-7E، با جستجوگر نیمه فعال سلنیا تک پالس و موتور موشک سوخت جامد SNIA-Viscosa. این نسخه در بین مشتریان صادراتی محبوب بود و به ۱۷ کشور فروخته شد. سیستم‌های سطح به هوا Skyguard و Spada این نوع موشک را دارا هستند.
- آسپاید Mk.2: نسخه بهبود یافته با جستجوگر رادار فعال. توسعه به نفع موشک‌های بهتر، مانند AIM-120 AMRAAM متوقف شد.
- آسپاید ۲۰۰۰: نسخه سطح به هوا بهبود یافته آسپاید Mk.1 که در سیستم‌های دفاع هوایی Skyguard و Spada 2000 صادراتی استفاده می‌شود.
- آسپاید CITEDEF: نسخه سطح به هوا آسپاید Mk.1 که توسط CITEDEF ارتقا یافته‌است.

## کاربران

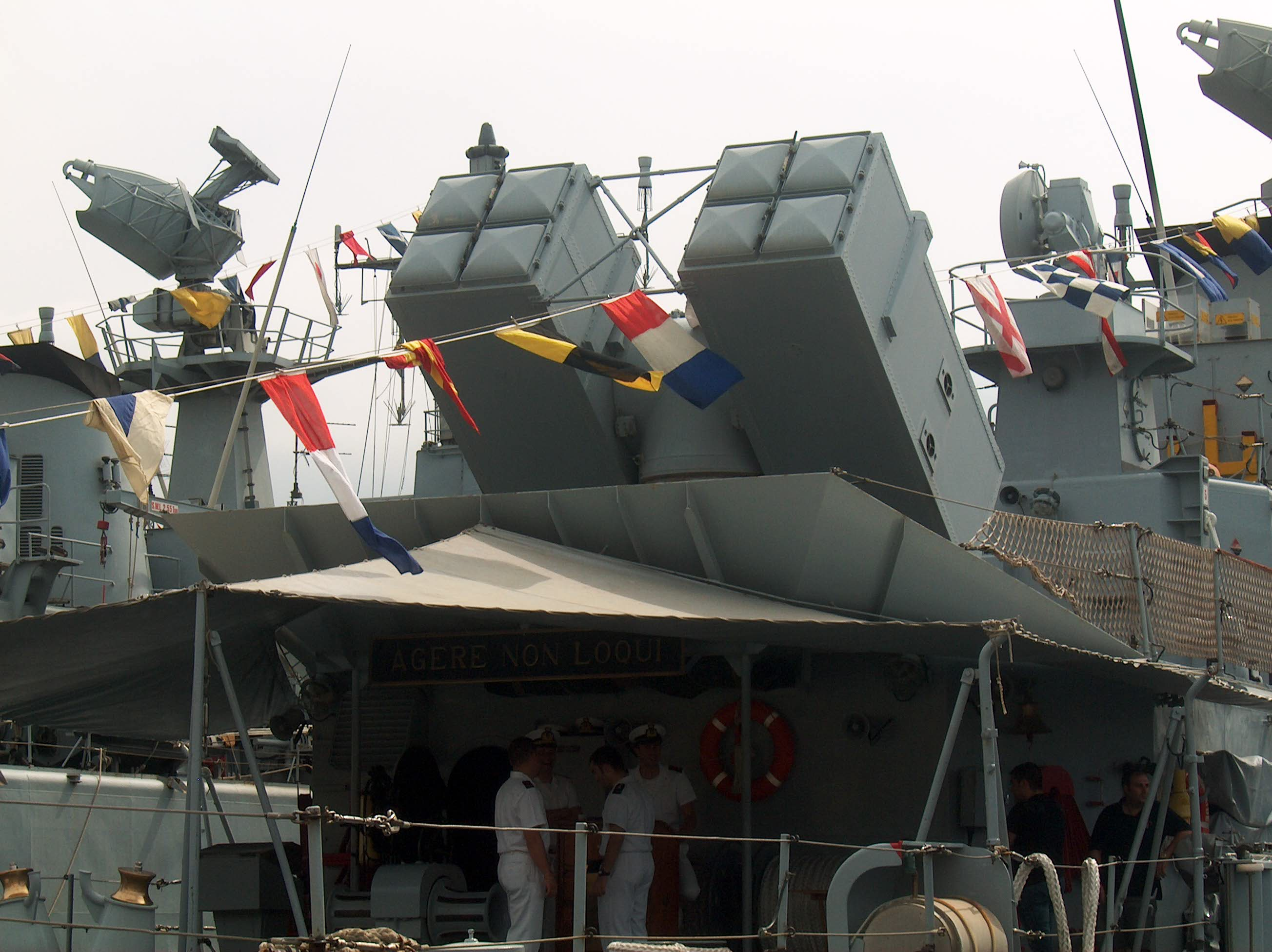
سامانه پدافند هوایی آلباتروس Mk.2 Mk.29 Aspide/Sparrow لانچر

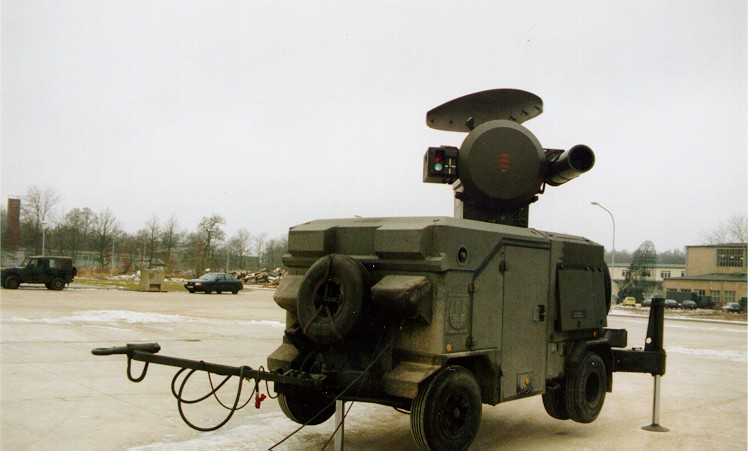
کابین Skyguard II با رادار و اپتیک

آرژانتین
در سال ۱۹۷۹ سفارش داده شد و در سال ۱۹۸۳ تحویل داده شد.
 برزیل
۱۰۰ تیر موشک آسپاید ۲۰۰۰ در سال ۱۹۹۶ سفارش داده شد و در سال ۲۰۰۱ ۲۰۰۴ ناو هواپیمابر سائوپائولو، ناوچه‌های کلاس Niterói تحویل داده شد.
 چین
۱۹۰ تیر آسپاید mk در سال ۱۹۸۶ سفارش داده شد و در سال ۱۹۸۷ تحویل شد.
 قبرس
۱۳۰ موشک در سیستم Skyguard موجود. در سال ۱۹۹۱ سفارش داده شد و در سال ۱۹۹۱ تحویل شد (معامله به ارزش ۱۱۴ میلیون دلار شامل ۱۲ لانچر).
 اکوادور
۵۰ مورد در سال ۱۹۷۹سفارش و در ۱۹۸۲ تا ۱۹۸۴ تحویل شد.
 مصر
۷۲ موشک استفاده در کروت کلاس Descubierta (ابو قیر). سفارش در سال ۱۹۸۳ و تحویل در سال ۱۹۸۴.
 یونان
۷۵ موشک برای ناوچه‌های کلاس Elli؛ سفارش در سال ۱۹۸۰ و تحویل در ۱۹۸۱.
 ایتالیا
استفاده در نیروی دریایی
 کویت

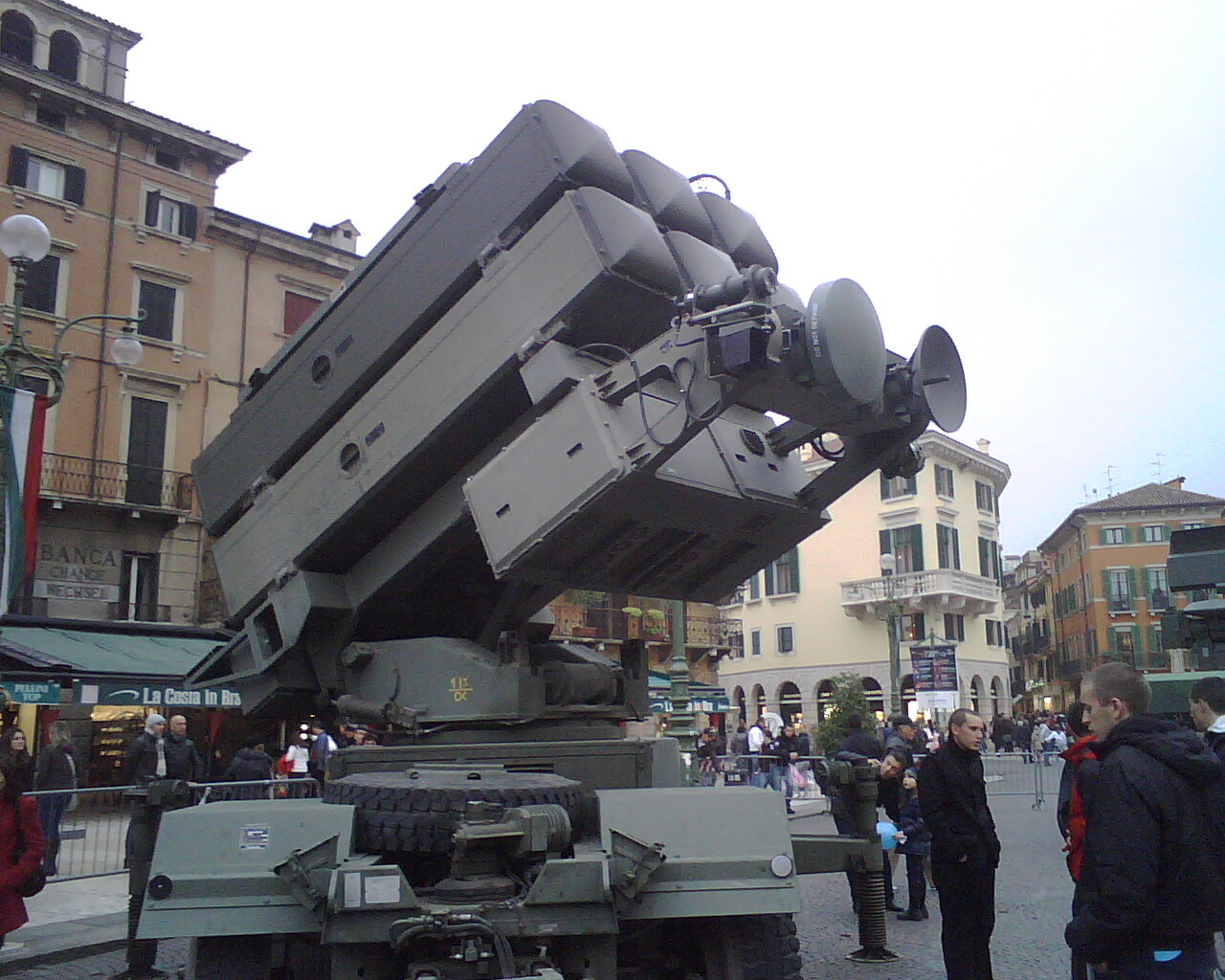
لانچر آسپاید با شش غلاف موشک.

۳۲۰ موشک در سال ۱۹۸۸ سفارش و تحویل در ۱۹۸۸ تا ۱۹۹۷.
۱۷۵ موشک آسپاید ۲۰۰۰ در سال ۲۰۰۷ سفارش و در طول ۲۰۰۸ تا ۲۰۱۰ به ارزش ۵۶۵ میلیون دلار تحویل داده شد.
 لیبی
۸ موشک در سال ۱۹۷۸ سفارش داده شد و در سال ۱۹۸۳ برای استفاده در روی ناوچه مدرن لیبیایی Dat Assawari تحویل داده شد.
 مالزی
۱۸موشک در سال ۱۹۹۵ سفارش داده شد و در سال ۱۹۹۷ برای کوروت کلاس Laksamana تحویل داده شد.
 مراکش
مورد استفاده در ناوچه ۵۰۱. در سال ۱۹۷۷ سفارش داده شد و در سال ۱۹۸۳ تحویل داده شد.
 نیجریه
۲۵ موشک آسپاید MK1در سال ۱۹۷۷ سفارش داده شد و در سال ۱۹۸۲ برای ناوچه Meko 360 Aradu تحویل شد.
۱۰ موشک آسپاید MK1 در سال ۱۹۸۲ سفارش داده و در سال ۱۹۸۳ تحویل داده شده‌است.

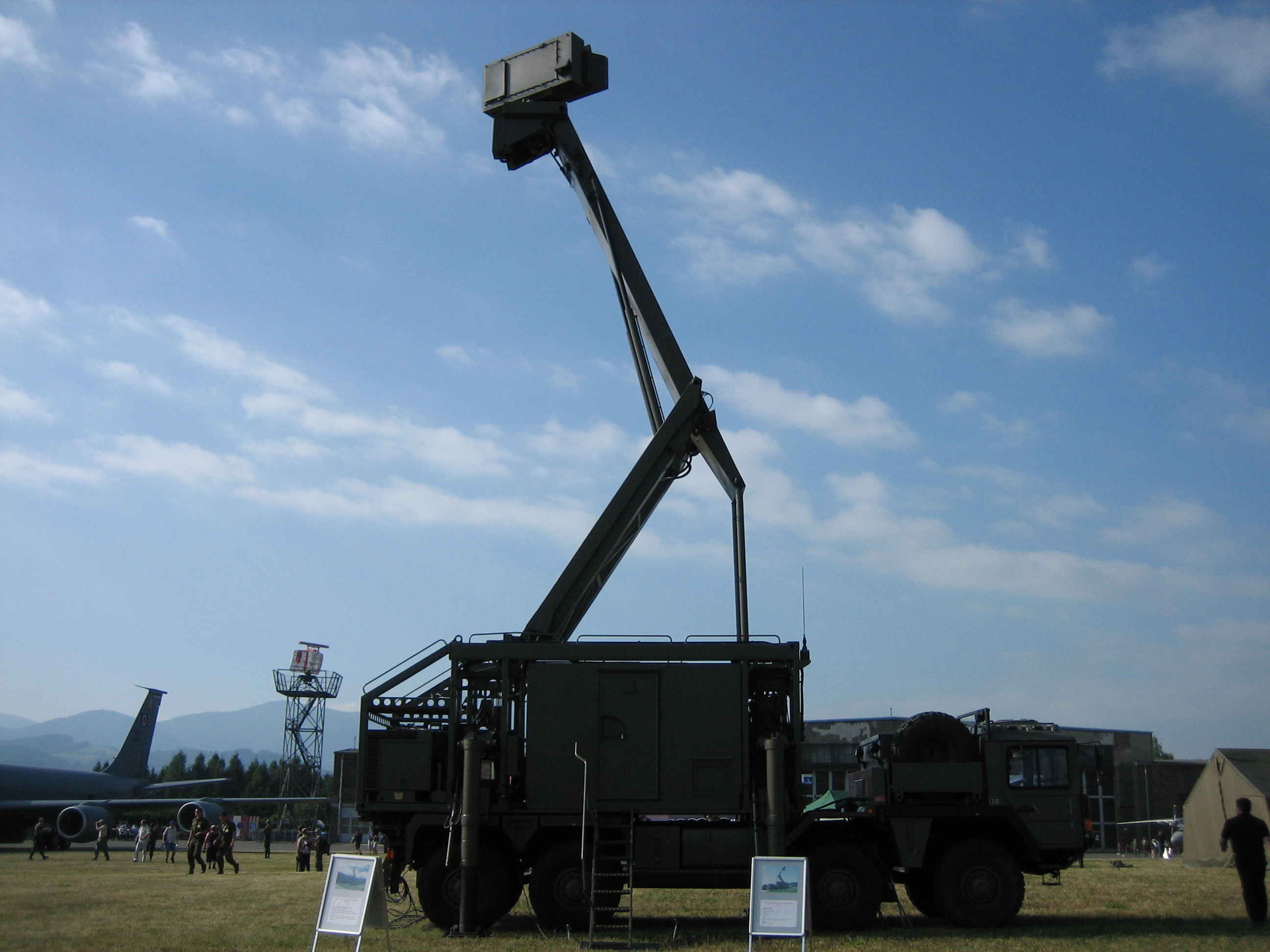
رادار ۳ بعدی اسپادا

 پاکستان
۷۵۰ موشک آسپاید ۲۰۰۰ برای سیستم پدافند هوایی زمینی در سال ۲۰۰۷ سفارش داده شد و در سال ۲۰۱۰ ۲۰۱۳ به عنوان بخشی از معامله ۴۱۵ میلیون یورویی تحویل شد.
 پرو
۱۵۰ موشک در سال ۱۹۷۴ سفارش داده شد و در ۱۹۷۹ تا ۱۹۸۷ برای استفاده در ناوچه کلاس Lupo (Carvajal) تحویل شد.
 اسپانیا
۲۰۰ فروند در سال ۱۹۸۵ سفارش داده شد و در سال ۱۹۸۹به عنوان بخشی از قرارداد ۲۳۰ میلیون دلاری برای ۱۳ سیستم اسکای گارد تحویل داده شد که بعداً به Skydor ارتقا یافت و موشک‌ها در سال ۲۰۲۰ بازنشسته شدند.
۵۱ موشک آسپاید ۲۰۰۰سفارش در سال ۱۹۹۶ و تحویل در ۱۹۹۷ تا ۱۹۹۹ برای ۲ سیستم Spada 2000 SAM.
 تایلند
۲۴ موشک در سال ۱۹۸۴ سفارش داده شد و در سال ۱۹۸۷ برای استفاده در کوروت‌های کلاس Ratanakosin تحویل داده شد. ۷۵ موشک در سال ۱۹۸۶ سفارش داده شد و در سال ۱۹۸۸ برای استفاده توسط ارتش سلطنتی تایلند در سیستم 1 Spada SAM تحویل داده شد.
 ترکیه
۱۴۴موشک در سال ۱۹۸۶ سفارش داده شد و در سال ۱۹۸۹ برای ناوچه MEKO 200T (کلاس یاووز) تحویل شد. ۷۲موشک در سال ۱۹۹۰ سفارش داده شد و در سال ۱۹۹۵ برای ناوچه MEKO 200T 2 (کلاس بارباروس) تحویل شد.
 ونزوئلا
۱۰۰موشک در سال ۱۹۷۵ سفارش داده شد و در ۱۹۸۰ تا ۱۹۸۲ برای استفاده با Albatros Mk تحویل داده شد.